# Thais Fernandes
Thais Fernandes (Porto Alegre, 1984) é uma cineasta, dramaturga e produtora de cinema, teatro e televisão.

## Carreira
Formada em Jornalismo pela Pontifícia Universidade Católica do Rio Grande do Sul, iniciou sua carreira em 2007 como coordenadora de finalização no Núcleo de Programas Especiais na RBS TV, onde trabalhou até 2009, logo antes de trabalhar como assistente de montagem na Casa de Cinema de Porto Alegre. Após o trabalho constante como montadora e editora, tanto no cinema quanto na televisão, com passagens também na produção teatral, Thais estreia como diretora com o curta-metragem documental "Um Corpo Feminino", onde investiga questões de gênero dentro do feminino, pelo qual recebeu prêmio de "Melhor Filme" na Mostra Gaúcha de Curta-metragem do 46º Festival de Cinema de Gramado. Também como diretora, realizou a série documental para o público infantil "Afinal, Quem é Deus?", exibida em 2019 pelo TV Brasil, e seu primeiro longa-metragem "Portunõl", que estreou no 48º Festival de Cinema de Gramado em 2020, recebendo o prêmio de "Melhor Filme" na Mostra Gaúcha de Longa-metragem, sendo a única mulher entre os diretores de longas gaúchos naquela edição.
Produziu em outubro de 2020 o festival POA DOC, em formato online devido a pandemia da covid-19.